# Вунна Маун Лвін
Вунна Маун Лвін (англ. Wunna Maung Lwin, бірм. ဝဏ္ဏမောင်လွင်; нар. 30 травня 1952) — політичний діяч М'янми та дипломат, міністр закордонних справ М'янми (2011—2016 та з 1 лютого 2021).

## Життєпис
Вунна Маун Лвін народився 30 травня 1952 року в Татхоун, штат Мон. Його батько, підполковник Маун Лвін, був міністром закордонних справ з 1969 по 1970 рік. У 1971 році закінчив Академію служб оборони.
Проходив військову службу в Збройних Силах Бірми від 1971—1998 рр. Обіймав посаду генерального директора Міністерства прикордонних справ (М'янми) з липня 1998 по вересень 2000 рр.
З 2000 року на дипломатичній службі: Посол М'янми в Ізраїлі з 2000 по 2001 рік, Франції з 2001 по 2004 рік, Бельгії та ЄС з 2004 по 2007 рік та постійний представник при ООН в Женеві, Швейцарія з 2007 по 2011 рік.
З березня 2011 до березня 2016 р. та з 1 лютого 2021 року — Міністр закордонних справ М'янми.